# Nergal-uballit
Nergal-uballit (akad. Nergal-uballiṭ, tłum. „Nergal utrzymał przy życiu”) – wysoki dostojnik, gubernator prowincji Arzuhina za rządów asyryjskiego króla Tiglat-Pilesera III (744–727 p.n.e.). Według asyryjskich list i kronik eponimów w 731 r. p.n.e. pełnił urząd limmu (eponima).